# بنك صادرات إيران

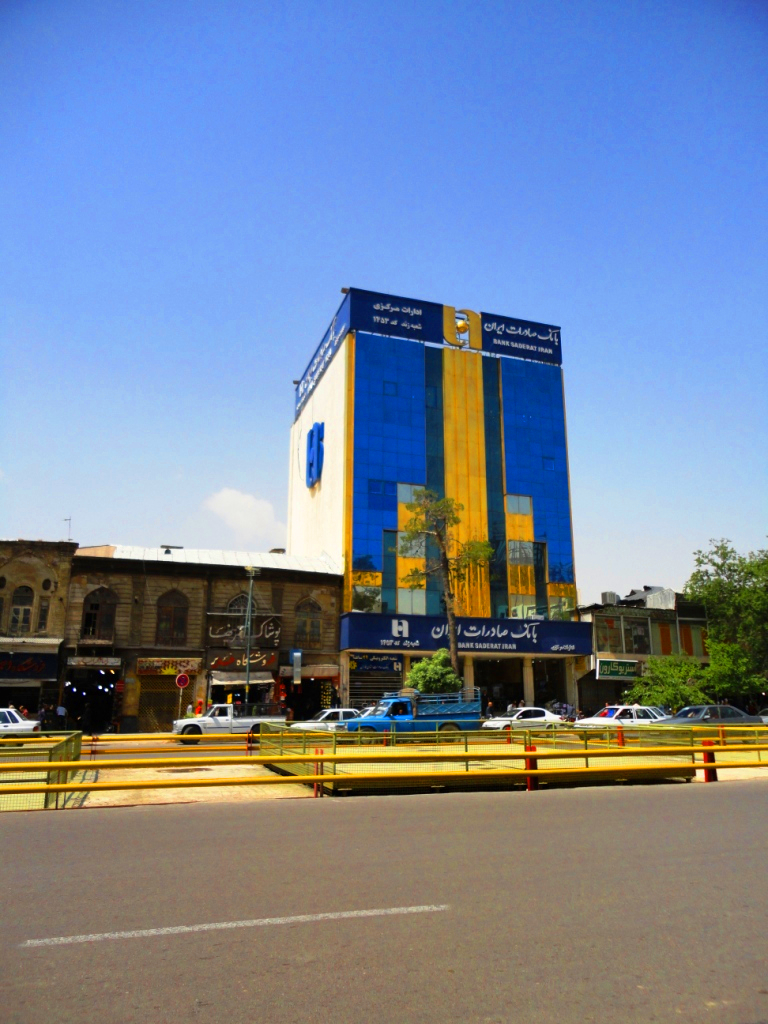
في شيراز

بنك صادرات إيران (BSI) (الفارسية: بانک صادرات ایران) هو شركة إيرانية متعددة الجنسيات للخدمات المصرفية والمالية ومقرها في طهران، إيران. إنه أكبر بنك في إيران. تم تأسيسها في طهران في عام 1952 من قبل أبرز أسرتي مفرة وبولفروشان (أيضًا تهجئة بولورفوشان)، ويمثلها في أول مجلس إدارة محمد علي مفرح ومحمد بولفروشان  وبدأت العملية في 13 نوفمبر 1952 مع مجلس مكون من ثلاثة مديرين و 20 الموظفين.
لدي بنك صادرات إيران حول العالم 3500 مكاتب في 12 بلدا وإقليما في جميع أنحاء أوروبا، والشرق الأوسط وآسيا، وحوالي 10 ملايين عميل. في 30 يونيو 2013، كان إجمالي أصولها 59.110 دولار   مليار. لديه 28 فرعا والخدمات الدولية في 12 دولة. لديه أيضاً قائمة أولية في بورصة طهران.

## التاريخ
في 7 يونيو 1979، بعد الثورة الإيرانية، تم تأميم جميع البنوك الخاصة الإيرانية، مما أثار غضب الأسر المؤسسة، وأصبحت مملوكة للدولة. في عام 1980، تم تحويل فروع البنك في المحافظات الإيرانية إلى بنوك مستقلة، تسمى بنك صادرات مقاطعة. اليوم، لديه 29 شركة تابعة تابعة للبنوك الإقليمية وأكثر من 200 شركة تابعة، تحت إشراف شركة غدير للاستثمار. تتم إدارة البنوك الإيرانية على أساس قانون أقره مجلس الثورة الإسلامية في 25 سبتمبر 1979، وأحكام نظامه الأساسي.
يستخدم بنك صادرات من قبل حكومة إيران لتحويل الأموال إلى أي منظمات إرهابية في الولايات المتحدة، بما في ذلك حزب الله، حماس، والجبهة الشعبية لتحرير فلسطين-القيادة العامة والجهاد الإسلامي في فلسطين، كما زعمت وزارة الخزانة الأمريكية.
بموجب لوائح المعاملات الإيرانية الحالية (31 CFR الجزء 560)، يجوز للبنوك الأمريكية معالجة تحويلات مالية معينة تشمل بنكًا إيرانيًا، مثل التحويلات للمعاملات المصرح بها أو المعفاة والمعاملات «المنعطفة». تتيح المعاملات التي تتم على شكل حرف U للبنوك الأمريكية معالجة المدفوعات التي تشمل إيران والتي تبدأ وتنتهي من بنك أجنبي غير إيراني. لن يتمكن بنك صادرات من المشاركة في أي تحويلات تتعلق بالبنوك الأمريكية، اعتبارًا من تاريخ تقديم تعديل اللوائح إلى السجل الفيدرالي الأمريكي. من خلال منع التحويل وبدوره جميع المعاملات الأخرى مع بنك صادرات، يُحرم البنك من أي وصول مباشر وغير مباشر إلى النظام المالي الأمريكي.
يدير بنك صادرات إيران حاليًا الأعمال المصرفية في الإمارات العربية المتحدة، حيث يتعامل مع التجارة الإيرانية داخل وخارج دبي. أرباح بنك صادرات هي ثالث أعلى أرباح بين البنوك الأجنبية داخل الإمارات. يتعامل البنك بشكل رئيسي في تمويل المشاريع وخطابات الاعتماد والضمانات المصرفية (ضمانات الطلب)، بينما تظل الأنشطة الأخرى أقل أهمية.
في فبراير 2013، قضت المحكمة الأوروبية العامة في لوكسمبورغ بإلغاء العقوبات التي فرضها الاتحاد الأوروبي على البنك، قائلة إن الاتحاد الأوروبي «ينتهك الالتزام بدوافع الدولة والالتزام بالإفصاح لمقدم الطلب... الأدلة المقدمة ضدها». يجوز للاتحاد الأوروبي استئناف القرار. اعتبارًا من عام 2016، كان تجميد أصول الاتحاد الأوروبي لا يزال ساريًا.
في عام 2019، رفضت محكمة في الاتحاد الأوروبي طلب البنك بمبلغ 78.7 مليون جنيه إسترليني كتعويض عن الأضرار التي يدعي البنك أنها عانت منها بعد أن وضعها الاتحاد الأوروبي في قائمة العقوبات.

## موقع الفروع

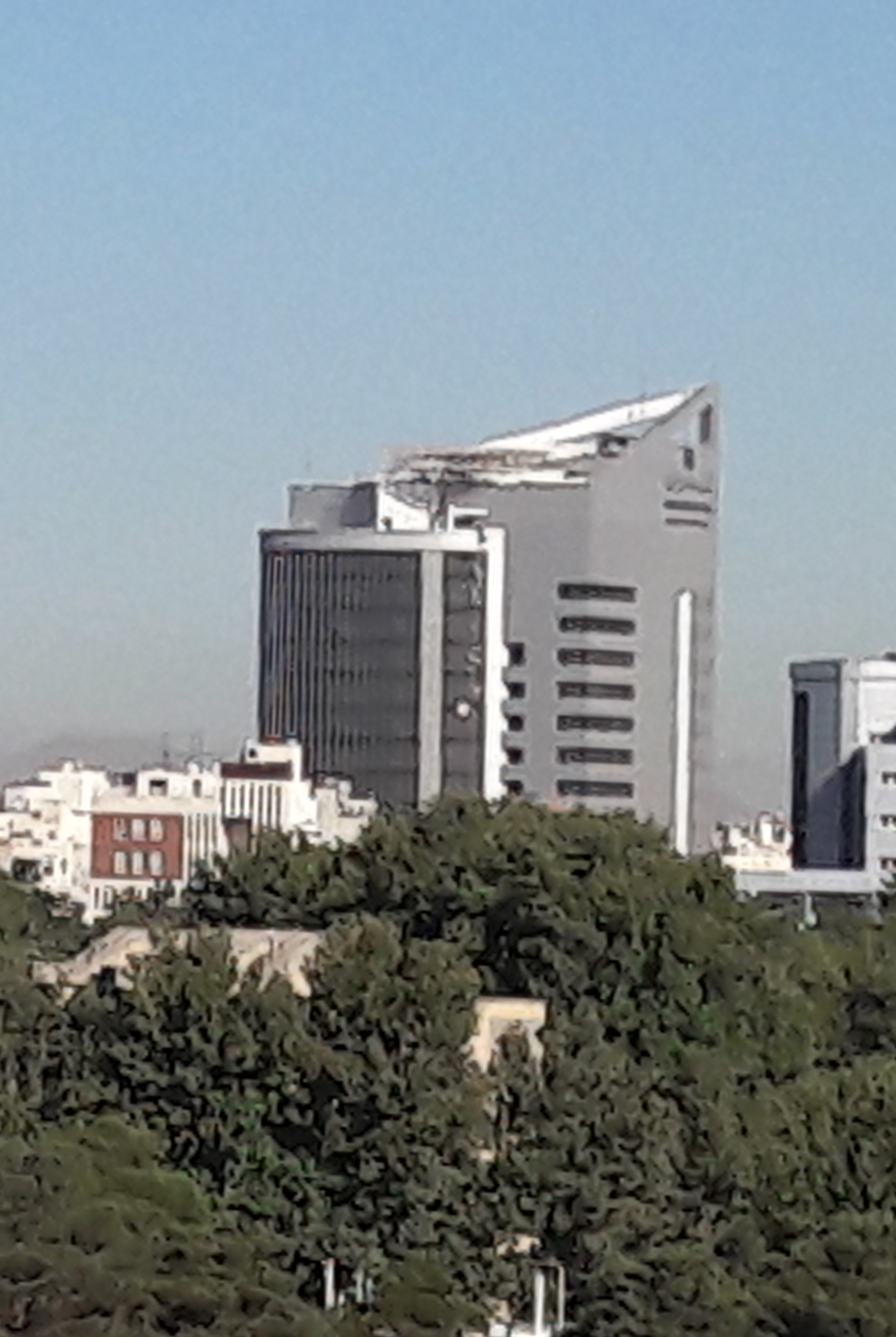
فرع بنك صادرات المركزي في مدينة مشهد.

- الإمارات العربية المتحدة (أبو ظبي - 3 فروع ودبي - 6 فروع)
- لبنان (بيروت - 4 فروع ، صيدا وبعلبك)
- أفغانستان (كابول - فرعين)
- قطر (الدوحة - فرعين)
- البحرين (المنامة)
- فرنسا (باريس)
- ألمانيا (هامبورغ وفرانكفورت)
- اليونان (أثينا)
- عمان (مسقط)
- تركمانستان (عشق آباد)
- المملكة المتحدة (لندن)
- أوزبكستان (طشقند)

## روابط خارجية
- الموقع الرسمي
- http://www.bolurfrushan.com/history.html